# Список аеропортів Брунею
Це список аеропортів Брунею. ICAO-коди для Брунею починаються з WB.

## Карта
- Міжнародні аеропорти
- Аеродроми